# Gilbertiodendron pachyanthum
Gilbertiodendron pachyanthum är en ärtväxtart som först beskrevs av Hermann August Theodor Harms, och fick sitt nu gällande namn av J.Leonard. Gilbertiodendron pachyanthum ingår i släktet Gilbertiodendron och familjen ärtväxter. IUCN kategoriserar arten globalt som sårbar. Inga underarter finns listade i Catalogue of Life.